# 布标族
布標族是越南官方認定的53個少數民族之一。根據越南1999年的人口普查，布標族只有705人，居住于最北部的河江省的同文县、安铭县和北迷县。在與河江省交界的中國云南省文山壮族苗族自治州的麻栗坡县，也有數百人自称“普标”、“布標”或“嘎標”，但被中國政府劃歸彝族普标人。

## 族源
布標人自稱“噶標”。布標是當地岱依族、儂族對他們的稱呼，意為“標人”。至于“標”的具體含義不明。據說布標人從前住在云南省廣南府的普梅（今屬富寧縣），后來陸續南遷，到達中越邊境定居。進入越南的時間約在17世紀至19世紀初之間。根據同文县的華人、赫蒙人、仡佬人祭祀中提到的線索，最早开发同文县的即是布标人和倮倮人。

## 語言
布標語是一種趨近消亡的語言，語音和語法比較接近壯語，從同源詞來看更接近仡佬語，屬于壯侗語系的侗台語族，進一步歸屬有爭議。
由于布標族人數很少，又與漢族（華族）、苗族（赫蒙族）雜居，因此多會說幾種語言。在中國一側的布標人都會說漢語，說布標語的多為老人。越南的布標人也兼操幾種語言。

## 經濟
布標人多從事山地農業。约100年前，布標人居住于木質干欄式房屋中，上面住人，下面养牲畜。由于木材缺乏，現在多改為土墻茅草頂屋或磚石房屋。

## 宗教
布標人普遍相信萬物有靈，進行多神和祖先崇拜。